# Завод хімії фтору в Явані
Завод хімії фтору в Явані – виробничий майданчик в Таджикистані, розташований за десяток кілометрів на захід від міста Яван. 
Район Явану став центром хімічної промисловості в 1970-х роках зі спорудженням Яванського електрохімічного комбінату, що займався хімією хлору. На тлі краху планової економіки це підприємство не змогло продовжувати нормальну діяльність, втім, в 2016-му біч-о-біч з ним ввела в дію свій хімічний завод компанія ТАЛКО, що опікується Таджицьким алюмінієвим комбінатом та створила для реалізації проекту в Явані дочірню структуру «ТАЛКО Кемікал». 
Базовий технологічний процес заводу включав:
- продукування сульфатної кислоти;
- отримання флуоридної кислоти, що пов’язане з обробкою флюоритного концентрату сульфатною кислотою;
- отримання фториду алюмінію (зазвичай це здійснюють шляхом обробки алюмінію флуоридною кислотою);
- отримання кріоліту (гесафторалюмінат натрію, зазвичай є продуктом реакції фторидів алюмінію та натрію). Варто відзначити, що кріоліт (так само як і фторид алюмінію) виконує важливу функцію зниження температури плавки алюмінію, а тому є обов’язковим для виробничого процесу ТАЛКО.
Сировина для продукування сульфатної кислоти імпортується, тоді як поставки флюоритного концентрату забезпечують належні ТАЛКО копальні Такоб та Казнок.
Річну потужність підприємства первісно визначили як 130 тисяч тонн сульфатної кислоти, 18 тисяч тонн фториду алюмінію та 12 тисяч тонн кріоліту. Втім, проектом була передбачена можливість плани збільшити показники по двом останнім продуктам в 2,5 рази.
В 2022-му «ТАЛКО Кемікал» узялась за продукування добрив, як то суперфосфат (отримують шляхом розкладу імпортованих фосфоритів сульфатною кислотою) та сульфат амонію. Потужність майданчику по суперфосфату визначили як 36 тисяч тонн, а загальну потужність заводу по добривам як 75 тисяч тонн на рік.